# Сипуха африканська
Сипуха африканська (Tyto capensis) — вид совоподібних птахів родини сипухових (Tytonidae).

## Поширення
Вид поширений в Субсахарській Африці. Трапляється в Східній Африці від Ефіопського нагір'я до Капської провінції Південно-Африканської республіки; в Центральній Африці з півдня Республіки Конго до півночі Анголи. Крім того, є ізольована популяція в Камеруні. Живе у вологих саванах.

## Опис
Птах завдовжки від 38 до 42 см, вагою від 335 до 520 г. Верхня частина тіла коричнева з тонкими білими плямами. Лицьовий диск білий з темним обідком. Нижня сторона тіла біла з маленькими темними плямами.

## Спосіб життя
Активна вночі. Полює на дрібних ссавців, птахів, плазунів та великих комах. Осілий птах. Сезон розмноження триває з грудня по серпень. Гніздиться на землі у високій траві. У кладці 2-4 білих яєць. Інкубація триває 32-42 дні. Після досягнення п'ятитижневого віку пташенята починають бродити навколо гнізда, а у віці сім тижнів намагаються літати. Після цього вони залишаються з батьками ще близько 3 тижнів.